# 2003 SQ317

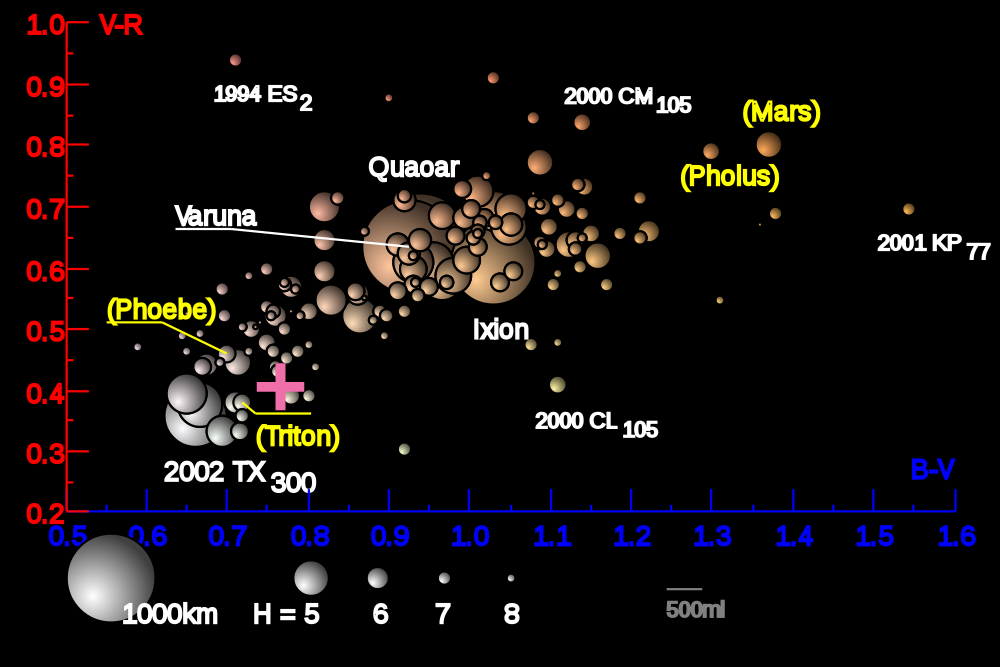
TheTransneptunians Color Distribution-2005RR43

2003 SQ317 là một vật thể ngoài Sao Hải Vương cổ điển và là thành viên của hệ Haumea từ vành đai Kuiper nằm ở khu vực ngoài cùng của Hệ Mặt trời, đường kính khoảng 300 km. Nó được quan sát lần đầu tiên vào ngày 23 tháng 9 năm 2003, bởi các nhà thiên văn học của cuộc khảo sát máy bay Ecliptic Canada tại Pháp tại Đài thiên văn Mauna Kea ở Hawaii. Bề mặt của 2003 SQ317 được làm bằng nước đá.